# Klosterlund Museum
Klosterlund Museum er et lille museum, som ligger i Stenholt Skov ved Bølling Sø øst for Ikast. Det ligger på en gård der tidligere har været tørvefabrik og maskinstation for Hedeselskabet. Museet er et af de fire museer, der udgør Museum Midtjylland.
Museet rummer fund fra den såkaldte Klosterlundkultur som er en tidlig fase i Maglemosekulturen (ca. 7.500 – 7.000 f.Kr.). Der fortælles om Klosterlund-bopladsens udgravning, oldsagsfundene og datering af bopladsen samt om landskabet, jagtvildt og andre fund fra jægerstenalderen. Endvidere er der udstilling om tørveindustrien og hedeopdyrkningen omkring Bølling Sø.
I udstillingen Ansigt til ansigt kan Hammerum-pigen opleves. Hendes velbevarede kjole er enestående i både national og international sammenhæng.